# Treblinka (Ortschaft)

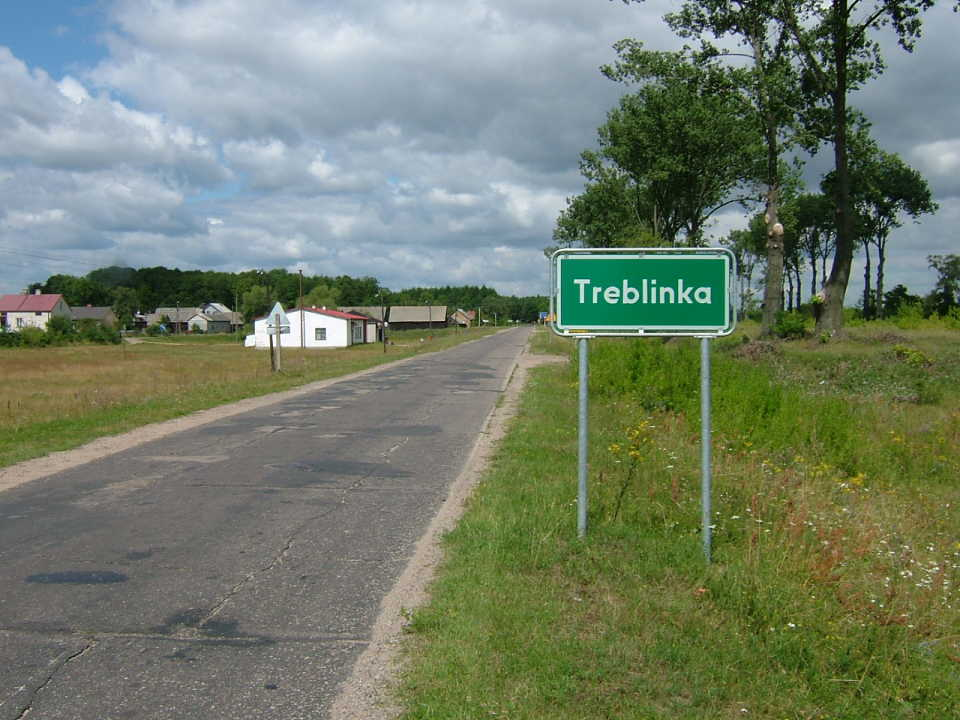
Ansicht von Treblinka, aus Richtung Małkinia

Treblinka [trɛˈbliŋka] ist ein Dorf mit etwa 270 Einwohnern in Polen. Treblinka ist ein Ort der Landgemeinde Małkinia Górna im Powiat Ostrowski der Woiwodschaft Masowien.

## Geografie
Treblinka liegt nahe dem Westlichen Bug ca. 75 Kilometer nordöstlich von Warschau.

## Geschichte
Spätestens von Dezember 1941 an bis Juli 1944  befand sich in der Nähe von Treblinka das Zwangsarbeitslager Treblinka (Treblinka I).
1942 wurde wenige Kilometer entfernt an der Eisenbahnlinie das Vernichtungslager Treblinka (Treblinka II) errichtet. In diesem Vernichtungslager wurden deutlich über 700.000 und nach wissenschaftlich belegten Schätzungen bis zu 1,1 Millionen Menschen aus ganz Europa in der Zeit des Nationalsozialismus ermordet.
Treblinka II war das erste Todeslager, in dem Häftlinge einen Aufstand gegen die SS-Wachmannschaft und die ukrainischen Wächter (Trawniki) wagten. Der Aufstand von Treblinka wurde monatelang geplant und am 2. August 1943 ausgeführt.